# Hemibagrus pluriradiatus
Hemibagrus pluriradiatus és una espècie de peix de la família dels bàgrids i de l'ordre dels siluriformes.

## Morfologia
Els mascles poden assolir els 21,6 cm de longitud total.

## Distribució geogràfica
Es troba a Laos, Vietnam i Xina (Yunnan), incloent-hi la conca del riu Mekong.